# Kymmendö
Kymmendö es una isla en el sur del archipiélago de Estocolmo, en el país europeo de Suecia. Kymmendö sirvió como modelo para la isla ficticia Hemsö  en la novela «Gentes de Hemsö» de August Strindberg.
Posee unos astilleros, gasolinera, tiendas, restaurante y familias que viven de la agricultura.  Los isleños viven también del turismo y ofrecen visitas guiadas durante el verano.  